# لوكاس فيراري
لوكاس فيراري (بالإسبانية: Lucas Ferrari)‏ هو لاعب كرة قدم أرجنتيني، ولد في 31 مارس 1997 في الأرجنتين. لعب مع فيرو كاريل أويستي.

## وصلات خارجية
- لوكاس فيراري على موقع قاعدة بيانات كرة القدم.إي يو (الإنجليزية)
- لوكاس فيراري على موقع Soccerway.com (الإنجليزية)